# Brachythecium vesiculariopsis
Brachythecium vesiculariopsis är en bladmossart som beskrevs av Hugh Neville Dixon 1933. Brachythecium vesiculariopsis ingår i släktet gräsmossor, och familjen Brachytheciaceae. Inga underarter finns listade i Catalogue of Life.